# Juan de Padilla
Juan de Padilla (Toledo, 1490 - Villalar, Valladolid, 24 d'abril de 1521) va ser un gentilhome i revolucionari castellà, conegut per la seva participació en la Revolta de les Comunitats de Castella.

## Biografia
Juan de Padilla va néixer en el si d'una família hidalga toledana. El 10 de novembre de 1510, s'acordà el seu matrimoni amb María Pacheco, de la noble família dels Mendoza (de rang superior al seu; més tard van ser nomenats grans d'Espanya). Van contreure matrimoni a Granada el 18 d'agost de 1511, quan ell tenia vint anys i María quinze. AL morir el seu pare en 1518, li succeïx en el càrrec de capità de la milícia de Toledo, on es trasllada el matrimoni. Probablement enutjat perquè el rei Carles I no li va concedir un càrrec al qual creia tenir dret hereditari, i tal vegada instigat per la seva dona, es va unir als descontentaments amb el monarca en 1520 i es va oposar a la concessió del servei que el rei demanava a les Corts de Castella per a finançar les seves campanyes a Europa.

### Antecedents
Cal tenir en compte que Carles I havia promès a les Corts de Castella no atorgar càrrecs públics a estrangers ni destinar diners de Castella a altres territoris. Aconsegueix 400.000 ducats que es duu a Frankfurt aconseguint-los pel vot de delegats les ciutats dels quals l'hi havien prohibit, i deixa com a regent del regne a un estranger, Adrià d'Utrecht (futur Papa Adrià VI, juntament amb el cop d'estat provocat al coronar-se rei quan la seva mare Joana I de Castella era Reina Propietària, fou l'espurna que va prendre a les ciutats castellanes traïdes. En tot just dos mesos, Carles I havia perdut el respecte que el regent, el Cardenal Cisneros havia mantingut per a ell. Per als ciutadans això va ser una provocació i l'ambient es va escalfar, ja que la població se sentia estafada tant pels seus representants locals com pel seu rei. Després de tres anys de regnat, les coses no havien millorat i el monarca semblava més preocupat pel seu nou gran imperi que pels problemes de Castella.

### La revolta
Al juny de 1520, l'aixecament de la ciutadania de Segòvia és seguit per revoltes a Toledo, Salamanca, Lleó, Burgos, Conca, Guadalajara i Zamora. La violència dels ciutadans és dirigida contra els recaptadors d'impostos, contra les autoritats locals i el poder real. Els procuradors de Zamora fugiren i no s'atreviren a tornar a la ciutat. El poble de Burgos trenca els recipients que serveixen per a calcular l'impost del vi, ocupa fortaleses i la casa de certs notables, i obliga a les autoritats locals a fugir. A Guadalajara, els procuradors són expulsats i les seves cases reduïdes a ruïnes, i a Toledo s'ocupa l'Alcàsser s'expulsa al corregidor. Una vegada expulsats els procuradors, la ciutadania nomena als seus propis delegats i no pas els que proposa el rei.

Pendó comuner.

Informat de la rebel·lió castellana, Carles va ordenar Adrià d'Utrecht, que prengués les mesures oportunes. Adrià va pensar que el millor seria donar un càstig exemplar a Segòvia, perquè la resta de conjurats s'ho pensessin dues vegades abans de seguir endavant. Aquest moviment caldria combinar-lo amb el control de Tordesillas, ciutat en la qual vivia presonera la reina. La lògica impulsava a creure que el primer que farien els comuners seria oferir el tron a Juana, i així va ser. Com l'artilleria es trobava a Medina del Campo, va enviar al general Fonseca a recollir-la, però els medinencs es van negar, el que va ocasionar que els soldats de Fonseca calessin foc a la ciutat. La preuada artilleria, això sí, es va quedar on estava.
El saqueig de Medina va estendre la rebel·lió per tot la vall del Duero, i els seus ecos van ressonar de llarg a llarg de Castella. Des d'abril de 1520, Padilla formava part activa a l'aixecament de les Comunitats en Toledo. A continuació, acudeix amb les milícies toledanas en auxili de Segòvia per a, al costat de les milícies manades per Juan Bravo, regidor de Segòvia, els germans Maldonado de Salamanca, els Guzmán de Lleó i el bisbe Antonio de Acuña de Zamora, combatre les forces realistes manades per Rodrigo Ronquillo. El 29 de juliol de 1520 es constitueix a Àvila la Junta de Comuners, que el nomenà capità general de les tropes comuneres. Com a tal, va participar en les entrevistes amb la reina Joana, reclosa a Tordesillas, de la qual no es va aconseguir un suport explícit a la seva causa, però els va dir: "Aviseu-me de tot i castigueu als dolents, que en veritat us tinc molta obligació". Els dolents eren els flamencs, s'entén.
Adrià d'Utrecht, que era extremadament hàbil, va canviar la seva estratègia. En lloc d'enfrontar-se jugant-se la vida amb tot el regne, guerra que tenia perduda per endavant, va optar per dividir-lo. Es va atreure als aristòcrates i a certs comerciants de la llana, i va procurar acostar a la seva causa alguna ciutat. Però per a això el monarca havia de fer concessions. Va acceptar alguna de les demandes comuneres i va nomenar dos nobles castellans per a exercir de virreis, al costat d'Adrià. Va servir de revulsiu immediat: Burgos, capital de Castella, i la noblesa, que s'havia mantingut indecisa, es van desvincular de la Junta. Més tard, les rivalitats entre els comuners van provocar la substitució de Padilla per Pedro de Girón, davant la qual cosa, aquell regressa a Toledo. Quan Girón deserta al desembre al bàndol reialista, Padilla torna a Valladolid amb un nou exèrcit toledà (31 de desembre de 1520). Les seves tropes prenen Ampudia i Torrelobatón. Els nobles, que havien eludit la lluita directa, van contemplar atònits com els comuners es lliuraven a una orgia de destrucció de les seves propietats. El moviment comuner s'havia mutat en una revolta antisenyorial, alguna cosa bastant habitual en aquella època, i va dur als Grans d'Espanya al bàndol del rei.

### La derrota

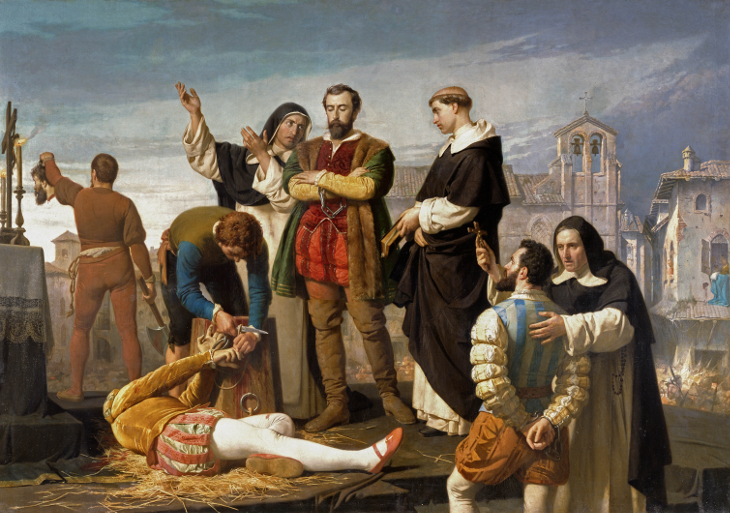
Els Comuners Padilla, Bravo i Maldonado al Patíbul. (Antonio Gisbert)

Els realistes van reunir dos exèrcits, el de Burgos i el de Tordesillas, i es van llançar contra Torrelobatón. Padilla va abandonar el castell per a refugiar-se a Toro, però no li va donar temps a arribar: el 23 d'abril l'exèrcit reial li va arribar al costat de Villalar. Va ser una derrota sense contemplacions. A les poques hores, sota una pluja inclement, el comte d'Haro proclamava la victòria sobre un camp sembrat de milers de cadàvers.
Juan de Padilla va ser fet presoner i conduït a Villalar, on va ser decapitat l'endemà (24 d'abril de 1521). Amb ell van ser ajusticiats Juan Bravo, i Francisco Maldonado, els tres que s'havien entrevistat amb la reina i aconseguit el seu suport. Juan Bravo va demanar morir primer per a no veure la mort de la seva admirat Padilla, que, mirant-li als ulls, li va contestar: "Senyor Bravo, ahir era dia de lluitar com a cavallers. Avui és dia de morir com a cristians". A diferència de les restes de Bravo i de Maldonado, que van ser traslladats a Segòvia i Salamanca, respectivament, on van ser sepultats, els de Padilla van ser traslladats "provisionalment" al monestir de La Mejorada (Olmedo) i mai van tornar a Toledo, probablement com venjança del rei davant la persistència de la rebel·lió a Toledo, de la mà de María Pacheco.